# Arrows de Toronto
Les Arrows de Toronto (officiellement en anglais : Toronto Arrows) étaient une franchise canadienne de rugby à XV basée à Toronto. Active de 2017 à 2023, elle évoluait en Major League Rugby.

## Historique
Alors que la saison inaugurale de la Major League Rugby s'apprête à être lancée, la province canadienne de l'Ontario est identifiée comme l'un des marchés potentiels en vue d'une expansion de la ligue. Le 25 août 2017, le projet Ontario Arrows Rugby Club est dévoilé publiquement, dans l'optique d'intégrer la ligue américaine et ainsi devenir la première équipe basée en dehors des États-Unis ; l'effectif est alors majoritairement constitué de joueurs des Ontario Blues, évoluant en championnat canadien.
La création d'une franchise canadienne pour la saison 2019 se joue entre les candidatures de l'Ontario et de Vancouver. La décision est rendue le 2 novembre 2018 : ce sont les Arrows qui sont sélectionnés pour intégrer la Major League Rugby. Dans le même temps, le club est renommé Toronto Arrows.
Pour sa première saison, le club évolue dans deux stades : les quatre premières rencontres à domicile sont jouées à l'Alumni Field de l'université York, et le reste de la saison est joué au stade Lamport.
Après une saison 2020 tronquée par la pandémie de Covid-19 aux États-Unis, et à la suite de la fermeture de la frontière entre les USA et le Canada, l'équipe est temporairement basée dans la région métropolitaine d'Atlanta afin d'assurer l'organisation de la saison 2021. Les Arrows partageront ainsi les installations sportives de leurs homologues locaux, Rugby ATL, sur le campus de l'université Life à Marietta.
En 2022, l'équipe prend ses quartiers au York Lions Stadium, après 1000 jours sans match à Toronto. Deux rencontres sont également délocalisées au Starlight Stadium de Langford, les deux premières de l'histoire de la ligue à être jouées en Colombie-Britannique. 
Le 30 août 2023, le club annonce le décès de son président, actionnaire majoritaire et cofondateur, Bill Webb. Trois mois plus tard, la franchise annonce qu'elle ne prendra pas part à la saison 2024 de la Major League Rugby. Les joueurs alors sous contrat sont répartis dans les autres équipes de la ligue via un dispersal draft.

## Identité

### Nom
Le nom des Arrows (en français : flèches) fait écho au CF-105 Arrow, avion de chasse ayant fait la renommée dans les années 1960 du constructeur aéronautique Avro Canada, basé à Toronto. Il rend également hommage aux Premières Nations de l'Ontario, la flèche étant leur outil de chasse de prédilection.

### Couleurs et maillots
Les couleurs des Arrows sont le bleu marine, le gris nickel et l'or.
Une nouvelle palette graphique est adoptée après la saison 2023, adoptant le bleu ciel de l'« horizon de Toronto » et le gris fumée faisant référence autant à la tour CN, aux gratte-ciel de la ville et aux nuages, ainsi que le rouge du drapeau du Canada et présent sur les livrées du fuselage du CF-105 Arrow.

### Logo
Après la saison 2023, le club change son logo en mettant plus l'accent sur l'avion de chasse CF-105 Arrow. Le logo principal est constitué de la lettre « A » de Arrows, stylisée en forme d'aile et habillée de trois ailes aux couleurs bleu, gris et rouge, en référence au logo de l'avionneur Avro. Un logo alternatif est aussi adopté, avec le profil vu de haut de l'aéronef sur une feuille d'érable, blasonnés sur un fond d'éclairs bleu ciel en référence aux livrées d'appareils de l'Aviation royale canadienne et avec le slogan du club « Ex Supra », soit « depuis le haut » en latin.

Évolution du logo
Logo de 2018 à 2023.
Logo secondaire de 2018 à 2023.
Logo prévu pour la saison 2024.
Logo secondaire prévu pour la saison 2024.

## Joueurs emblématiques
- Gastón Cortes (en)
- Tomás de la Vega (en)
- Manuel Montero
- Joaquín Tuculet
- Rob Brouwer (en)
- Paul Ciulini (en)
- Giuseppe du Toit (en)
- Andrew Ferguson (en)
- Cole Keith
- Will Kelly (en)
- Ben LeSage (en)
- Jamie Mackenzie (en)
- Dan Moor (en)
- Pat Parfrey (en)
- Andrew Quattrin (en)
- Lucas Rumball (en)
- Mike Sheppard (en)
- Manuel Diana
- Leandro Leivas
- Gastón Mieres

## Bilan par saison
| Saison | Classement | Conférence | Pts | MJ | V  | N | D  | PM  | PE  | Diff  | B  | Phase finale                       |
| ------ | ---------- | ---------- | --- | -- | -- | - | -- | --- | --- | ----- | -- | ---------------------------------- |
| 2019   | 3e         | -          | 57  | 16 | 11 | 0 | 5  | 472 | 362 | + 110 | 13 | Demi-finale contre Seattle (23-26) |
| 2020   | 1re        | Est        | 19  | 5  | 4  | 0 | 1  | 151 | 89  | + 62  | 3  | saison annulée                     |
| 2021   | 6e         | Est        | 30  | 16 | 5  | 0 | 11 | 411 | 412 | - 1   | 10 | non qualifié                       |
| 2022   | 6e         | Est        | 41  | 16 | 8  | 0 | 8  | 414 | 390 | + 24  | 9  | non qualifié                       |
| 2023   | 6e         | Est        | 16  | 16 | 1  | 2 | 13 | 306 | 601 | - 295 | 8  | non qualifié                       |